# Jay-Z/Diskografie
Diese Diskografie ist eine Übersicht über die musikalischen Werke des US-amerikanischen Rappers Jay-Z. Den Quellenangaben und Schallplattenauszeichnungen zufolge hat er bisher mehr als 223,6 Millionen Tonträger verkauft, womit er zu den erfolgreichsten Einzelinterpreten aller Zeiten gehört. Allein in seiner Heimat verkaufte er mehr als 181 Millionen Tonträger. Bisher schafften es elf seiner Soloalben auf Platz eins der US-amerikanischen Billboard 200. Seine erfolgreichste Veröffentlichung ist die Single Umbrella mit der Sängerin Rihanna, die über 16,6 Millionen Mal verkauft wurde. In Deutschland konnte der Rapper bis heute mehr als 4,1 Millionen Tonträger vertreiben.

## Alben

### Studioalben
| Jahr | Titel Musiklabel                                               | Höchstplatzierung, Gesamtwochen, AuszeichnungChartplatzierungen (Jahr, Titel, Musiklabel, Platzierungen, Wochen, Auszeichnungen, Anmerkungen) | Höchstplatzierung, Gesamtwochen, AuszeichnungChartplatzierungen (Jahr, Titel, Musiklabel, Platzierungen, Wochen, Auszeichnungen, Anmerkungen) | Höchstplatzierung, Gesamtwochen, AuszeichnungChartplatzierungen (Jahr, Titel, Musiklabel, Platzierungen, Wochen, Auszeichnungen, Anmerkungen) | Höchstplatzierung, Gesamtwochen, AuszeichnungChartplatzierungen (Jahr, Titel, Musiklabel, Platzierungen, Wochen, Auszeichnungen, Anmerkungen) | Höchstplatzierung, Gesamtwochen, AuszeichnungChartplatzierungen (Jahr, Titel, Musiklabel, Platzierungen, Wochen, Auszeichnungen, Anmerkungen) | Anmerkungen                                                    |
| Jahr | Titel Musiklabel                                               | DE | AT | CH | UK | US | Anmerkungen                                                    |
| ---- | -------------------------------------------------------------- | --- | --- | --- | --- | --- | -------------------------------------------------------------- |
| 1996 | Reasonable Doubt Roc-a-Fella Records (Priority)                | — | — | — | UK— GoldUK | US23 Platin · (18 Wo.)US | Erstveröffentlichung: 25. Juni 1996 Verkäufe: + 1.100.000      |
| 1997 | In My Lifetime, Vol. 1 Roc-a-Fella Records (Polygram)          | — | — | — | UK78 Silber · (1 Wo.)UK | US3 Platin · (24 Wo.)US | Erstveröffentlichung: 4. November 1997 Verkäufe: + 1.060.000   |
| 1998 | Vol. 2… Hard Knock Life Roc-a-Fella Records (BMG)              | DE76 (7 Wo.)DE | — | — | UK— GoldUK | US1 ×6Sechsfachplatin · (69 Wo.)US | Erstveröffentlichung: 28. September 1998 Verkäufe: + 6.200.000 |
| 1999 | Vol. 3… Life and Times of S. Carter Roc-a-Fella Records (UMG)  | — | — | CH75 (3 Wo.)CH | UK— SilberUK | US1 ×3Dreifachplatin · (47 Wo.)US | Erstveröffentlichung: 13. Dezember 1999 Verkäufe: + 3.110.000  |
| 2000 | The Dynasty: Roc La Familia Roc-a-Fella Records (UMG)          | DE98 (1 Wo.)DE | — | CH89 (1 Wo.)CH | UK86 Silber · (2 Wo.)UK | US1 ×2Doppelplatin · (33 Wo.)US | Erstveröffentlichung: 27. Oktober 2000 Verkäufe: + 2.060.000   |
| 2001 | The Blueprint Roc-a-Fella Records (UMG)                        | DE55 (3 Wo.)DE | — | CH59 (5 Wo.)CH | UK30 Gold · (10 Wo.)UK | US1 ×3Dreifachplatin · (35 Wo.)US | Erstveröffentlichung: 11. September 2001 Verkäufe: + 3.312.000 |
| 2002 | The Blueprint²: The Gift & The Curse Roc-a-Fella Records (UMG) | DE61 (7 Wo.)DE | — | CH52 (13 Wo.)CH | UK23 Gold · (16 Wo.)UK | US1 ×3Dreifachplatin · (26 Wo.)US | Erstveröffentlichung: 12. November 2002 Verkäufe: + 3.300.000  |
| 2003 | The Black Album Roc-a-Fella Records (UMG)                      | DE47 (8 Wo.)DE | — | CH29 (9 Wo.)CH | UK34 Platin · (24 Wo.)UK | US1 ×4Vierfachplatin · (61 Wo.)US | Erstveröffentlichung: 14. November 2003 Verkäufe: + 4.400.000  |
| 2006 | Kingdom Come Roc-a-Fella Records (UMG)                         | DE76 (1 Wo.)DE | — | CH17 (5 Wo.)CH | UK35 Gold · (5 Wo.)UK | US1 ×2Doppelplatin · (19 Wo.)US | Erstveröffentlichung: 21. November 2006 Verkäufe: + 2.200.000  |
| 2007 | American Gangster Roc-a-Fella Records (UMG)                    | DE99 (1 Wo.)DE | — | CH17 (4 Wo.)CH | UK30 Silber · (5 Wo.)UK | US1 Platin · (26 Wo.)US | Erstveröffentlichung: 6. November 2007 Verkäufe: + 1.110.000   |
| 2009 | The Blueprint 3 Roc Nation (UMG)                               | DE22 (6 Wo.)DE | AT37 (2 Wo.)AT | CH12 (26 Wo.)CH | UK4 Platin · (38 Wo.)UK | US1 ×2Doppelplatin · (55 Wo.)US | Erstveröffentlichung: 8. September 2009 Verkäufe: + 3.000.000  |
| 2013 | Magna Carta…Holy Grail Roc Nation (UMG)                        | DE9 (9 Wo.)DE | AT14 (4 Wo.)AT | CH1 (18 Wo.)CH | UK1 Gold · (15 Wo.)UK | US1 ×3Dreifachplatin · (37 Wo.)US | Erstveröffentlichung: 4. Juli 2013 Verkäufe: + 3.197.500       |
| 2017 | 4:44 Roc Nation (UMG)                                          | DE15 (3 Wo.)DE | AT11 (2 Wo.)AT | CH5 (7 Wo.)CH | UK3 Silber · (9 Wo.)UK | US1 ×2Doppelplatin · (26 Wo.)US | Erstveröffentlichung: 30. Juni 2017 Verkäufe: + 2.060.000      |

### Kollaboalben
| Jahr | Titel Musiklabel                                                        | Höchstplatzierung, Gesamtwochen, AuszeichnungChartplatzierungen (Jahr, Titel, Musiklabel, Platzierungen, Wochen, Auszeichnungen, Anmerkungen) | Höchstplatzierung, Gesamtwochen, AuszeichnungChartplatzierungen (Jahr, Titel, Musiklabel, Platzierungen, Wochen, Auszeichnungen, Anmerkungen) | Höchstplatzierung, Gesamtwochen, AuszeichnungChartplatzierungen (Jahr, Titel, Musiklabel, Platzierungen, Wochen, Auszeichnungen, Anmerkungen) | Höchstplatzierung, Gesamtwochen, AuszeichnungChartplatzierungen (Jahr, Titel, Musiklabel, Platzierungen, Wochen, Auszeichnungen, Anmerkungen) | Höchstplatzierung, Gesamtwochen, AuszeichnungChartplatzierungen (Jahr, Titel, Musiklabel, Platzierungen, Wochen, Auszeichnungen, Anmerkungen) | Anmerkungen                                                                          |
| Jahr | Titel Musiklabel                                                        | DE | AT | CH | UK | US | Anmerkungen                                                                          |
| ---- | ----------------------------------------------------------------------- | --- | --- | --- | --- | --- | ------------------------------------------------------------------------------------ |
| 2002 | The Best of Both Worlds Roc-a-Fella Records (UMG) / Jive Records (Sony) | DE22 (7 Wo.)DE | AT73 (1 Wo.)AT | CH18 (8 Wo.)CH | UK37 (3 Wo.)UK | US2 Platin · (17 Wo.)US | Erstveröffentlichung: 26. März 2002 Verkäufe: + 1.050.000; mit R. Kelly              |
| 2004 | Unfinished Business Roc-a-Fella Records (UMG) / Jive Records (Sony)     | DE77 (1 Wo.)DE | — | CH65 (2 Wo.)CH | UK61 (2 Wo.)UK | US1 Platin · (11 Wo.)US | Erstveröffentlichung: 26. Oktober 2004 Verkäufe: + 1.000.000; mit R. Kelly           |
| 2004 | Collision Course Roc-a-Fella Records (UMG) / Warner Records (WMG)       | DE5 Platin · (24 Wo.)DE | AT5 Gold · (23 Wo.)AT | CH2 Platin · (24 Wo.)CH | UK15 Platin · (17 Wo.)UK | US1 ×2Doppelplatin · (26 Wo.)US | Erstveröffentlichung: 29. November 2004 Verkäufe: + 3.175.000; mit Linkin Park       |
| 2011 | Watch the Throne Roc-a-Fella Records (UMG)                              | DE2 Gold · (5 Wo.)DE | AT12 (6 Wo.)AT | CH1 (15 Wo.)CH | UK3 Platin · (63 Wo.)UK | US1 ×5Fünffachplatin · (66 Wo.)US | Erstveröffentlichung: 8. August 2011 Verkäufe: + 5.665.000; mit Kanye West           |
| 2018 | Everything Is Love Roc Nation (UMG) / Parkwood (Sony)                   | DE23 (4 Wo.)DE | AT21 (2 Wo.)AT | CH5 (6 Wo.)CH | UK5 (8 Wo.)UK | US2 Gold · (20 Wo.)US | Erstveröffentlichung: 16. Juni 2018 Verkäufe: + 520.000; mit Beyoncé als The Carters |

### Livealben
| Jahr | Titel Musiklabel                           | Höchstplatzierung, Gesamtwochen, AuszeichnungChartplatzierungen (Jahr, Titel, Musiklabel, Platzierungen, Wochen, Auszeichnungen, Anmerkungen) | Höchstplatzierung, Gesamtwochen, AuszeichnungChartplatzierungen (Jahr, Titel, Musiklabel, Platzierungen, Wochen, Auszeichnungen, Anmerkungen) | Höchstplatzierung, Gesamtwochen, AuszeichnungChartplatzierungen (Jahr, Titel, Musiklabel, Platzierungen, Wochen, Auszeichnungen, Anmerkungen) | Höchstplatzierung, Gesamtwochen, AuszeichnungChartplatzierungen (Jahr, Titel, Musiklabel, Platzierungen, Wochen, Auszeichnungen, Anmerkungen) | Höchstplatzierung, Gesamtwochen, AuszeichnungChartplatzierungen (Jahr, Titel, Musiklabel, Platzierungen, Wochen, Auszeichnungen, Anmerkungen) | Anmerkungen                                                                |
| Jahr | Titel Musiklabel                           | DE | AT | CH | UK | US | Anmerkungen                                                                |
| ---- | ------------------------------------------ | --- | --- | --- | --- | --- | -------------------------------------------------------------------------- |
| 2001 | Jay-Z: Unplugged Roc-a-Fella Records (UMG) | — | — | — | UK— SilberUK | US31 Gold · (17 Wo.)US | Erstveröffentlichung: 18. Dezember 2001 Verkäufe: + 100.000; mit The Roots |
| 2012 | Live in Brooklyn Selbstverlag              | — | — | — | — | US36 (2 Wo.)US | Erstveröffentlichung: 9. Oktober 2012 nur über Tidal veröffentlicht        |

### Kompilationen
| Jahr | Titel Musiklabel                                                | Höchstplatzierung, Gesamtwochen, AuszeichnungChartplatzierungen (Jahr, Titel, Musiklabel, Platzierungen, Wochen, Auszeichnungen, Anmerkungen) | Höchstplatzierung, Gesamtwochen, AuszeichnungChartplatzierungen (Jahr, Titel, Musiklabel, Platzierungen, Wochen, Auszeichnungen, Anmerkungen) | Höchstplatzierung, Gesamtwochen, AuszeichnungChartplatzierungen (Jahr, Titel, Musiklabel, Platzierungen, Wochen, Auszeichnungen, Anmerkungen) | Höchstplatzierung, Gesamtwochen, AuszeichnungChartplatzierungen (Jahr, Titel, Musiklabel, Platzierungen, Wochen, Auszeichnungen, Anmerkungen) | Höchstplatzierung, Gesamtwochen, AuszeichnungChartplatzierungen (Jahr, Titel, Musiklabel, Platzierungen, Wochen, Auszeichnungen, Anmerkungen) | Anmerkungen                                                 |
| Jahr | Titel Musiklabel                                                | DE | AT | CH | UK | US | Anmerkungen                                                 |
| ---- | --------------------------------------------------------------- | --- | --- | --- | --- | --- | ----------------------------------------------------------- |
| 2002 | Chapter One: Greatest Hits Roc-a-Fella Records (UMG)            | — | — | — | UK65 Silber · (1 Wo.)UK | — | Erstveröffentlichung: 11. März 2002 Verkäufe: + 60.000      |
| 2003 | The Blueprint 2.1 Roc-a-Fella Records (UMG)                     | — | — | — | — | US17 (13 Wo.)US | Erstveröffentlichung: 8. April 2003                         |
| 2009 | The Blueprint: Collector’s Edition Roc-a-Fella Records (UMG)    | — | — | — | — | US30 (3 Wo.)US | Erstveröffentlichung: 11. September 2009                    |
| 2010 | Jay-Z: The Hits Collection, Volume One Def Jam Recordings (UMG) | DE89 (1 Wo.)DE | — | CH98 (1 Wo.)CH | UK20 Platin · (9 Wo.)UK | US43 (18 Wo.)US | Erstveröffentlichung: 22. November 2010 Verkäufe: + 300.000 |

## Singles

### Als Leadmusiker
| Jahr | Titel Album                                                              | Höchstplatzierung, Gesamtwochen, AuszeichnungChartplatzierungen (Jahr, Titel, Album, Platzierungen, Wochen, Auszeichnungen, Anmerkungen) | Höchstplatzierung, Gesamtwochen, AuszeichnungChartplatzierungen (Jahr, Titel, Album, Platzierungen, Wochen, Auszeichnungen, Anmerkungen) | Höchstplatzierung, Gesamtwochen, AuszeichnungChartplatzierungen (Jahr, Titel, Album, Platzierungen, Wochen, Auszeichnungen, Anmerkungen) | Höchstplatzierung, Gesamtwochen, AuszeichnungChartplatzierungen (Jahr, Titel, Album, Platzierungen, Wochen, Auszeichnungen, Anmerkungen) | Höchstplatzierung, Gesamtwochen, AuszeichnungChartplatzierungen (Jahr, Titel, Album, Platzierungen, Wochen, Auszeichnungen, Anmerkungen) | Anmerkungen                                                                                  | [↑]: gemeinsam behandelt mit vorhergehendem Eintrag; [←]: in beiden Charts platziert |
| Jahr | Titel Album                                                              | DE | AT | CH | UK | US | Anmerkungen                                                                                  |                                                                                      |
| --- | ------------------------------------------------------------------------ | --- | --- | --- | --- | --- | -------------------------------------------------------------------------------------------- | ------------------------------------------------------------------------------------ |
| 1996 | Dead Presidents Reasonable Doubt                                         | — | — | — | — | US50 Gold · (20 Wo.)US | Erstveröffentlichung: 20. Februar 1996 Verkäufe: + 500.000                                   |                                                                                      |
| 1996 | Ain’t No Nigga / Ain’t No Playa Reasonable Doubt                         | — | — | — | UK31 (2 Wo.)UK[US: ↑] | US50 Gold · (20 Wo.)US | Erstveröffentlichung: 26. März 1996 feat. Foxy Brown                                         |                                                                                      |
| 1996 | Can’t Knock the Hustle Reasonable Doubt                                  | — | — | — | UK30 (2 Wo.)UK | US73 (14 Wo.)US | Erstveröffentlichung: 27. August 1996 feat. Mary J. Blige                                    |                                                                                      |
| 1997 | Feelin’ It Reasonable Doubt                                              | — | — | — | — | US79 (9 Wo.)US | Erstveröffentlichung: 15. April 1997 feat. Mecca                                             |                                                                                      |
| 1997 | Who You Wit’ In My Lifetime, Vol. 1                                      | — | — | — | UK65 (1 Wo.)UK | US84 (4 Wo.)US | Erstveröffentlichung: 20. Mai 1997                                                           |                                                                                      |
| 1997 | (Always Be My) Sunshine In My Lifetime, Vol. 1                           | DE18 (14 Wo.)DE | — | — | UK25 (2 Wo.)UK | US95 (2 Wo.)US | Erstveröffentlichung: 16. September 1997 feat. Foxy Brown & Babyface                         |                                                                                      |
| 1998 | The City Is Mine In My Lifetime, Vol. 1                                  | DE28 (16 Wo.)DE | — | — | UK38 (2 Wo.)UK | US52 (20 Wo.)US | Erstveröffentlichung: 3. Februar 1998 feat. BLACKstreet                                      |                                                                                      |
| 1998 | Wishing on a Star In My Lifetime, Vol. 1                                 | DE56 (8 Wo.)DE | — | — | UK13 (6 Wo.)UK | — | Erstveröffentlichung: 12. März 1998 feat. Gwen Dickey                                        |                                                                                      |
| 1998 | Money Ain’t a Thang Vol. 2: Hard Knock Life                              | — | — | — | — | US52 (20 Wo.)US | Erstveröffentlichung: 11. Mai 1998 feat. Jermaine Dupri                                      |                                                                                      |
| 1998 | It’s Alright Vol. 2: Hard Knock Life                                     | — | — | — | — | US61 (12 Wo.)US | Erstveröffentlichung: 19. August 1998 feat. Memphis Bleek                                    |                                                                                      |
| 1998 | Can I Get A… Vol. 2: Hard Knock Life                                     | DE12 (15 Wo.)DE | — | CH26 (7 Wo.)CH | UK24 (4 Wo.)UK | US19 Platin · (37 Wo.)US | Erstveröffentlichung: 1. September 1998 Verkäufe: + 1.000.000; feat. Amil & Ja Rule          |                                                                                      |
| 1998 | Hard Knock Life (Ghetto Anthem) Vol. 2: Hard Knock Life                  | DE5 (14 Wo.)DE | AT14 (9 Wo.)AT | CH7 (13 Wo.)CH | UK2 Platin · (15 Wo.)UK | US15 ×2Doppelplatin · (22 Wo.)US | Erstveröffentlichung: 27. Oktober 1998 Verkäufe: + 2.600.000                                 |                                                                                      |
| 1999 | Nigga What, Nigga Who (Originators ’99) Vol. 2: Hard Knock Life          | — | — | — | — | US84 (3 Wo.)US | Erstveröffentlichung: 1. März 1999 feat. Amil & Big Jaz                                      |                                                                                      |
| 1999 | Jigga My Nigga Vol. 3: Life and Times of S. Carter                       | — | — | — | — | US28 (20 Wo.)US | Erstveröffentlichung: 20. Juli 1999                                                          |                                                                                      |
| 1999 | Girls Best Friend Vol. 3: Life and Times of S. Carter                    | — | — | — | — | US52 (13 Wo.)US | Erstveröffentlichung: 19. Oktober 1999 feat. Mashonda                                        |                                                                                      |
| 1999 | Do It Again (Put Ya Hands Up) Vol. 3: Life and Times of S. Carter        | — | — | — | — | US65 (9 Wo.)US | Erstveröffentlichung: 14. Dezember 1999 feat. Amil & Beanie Sigel                            |                                                                                      |
| 2000 | Anything Vol. 3: Life and Times of S. Carter                             | — | — | — | UK18 (5 Wo.)UK | US55 (8 Wo.)US | Erstveröffentlichung: 29. Februar 2000                                                       |                                                                                      |
| 2000 | Big Pimpin’ Vol. 3: Life and Times of S. Carter                          | — | — | — | UK29 Gold · (3 Wo.)UK | US18 ×3Dreifachplatin · (20 Wo.)US | Erstveröffentlichung: 11. April 2000 Verkäufe: + 3.400.000; feat. UGK                        |                                                                                      |
| 2000 | Hey Papi Nutty Professor II: The Klumps Soundtrack                       | — | — | — | — | US76 (15 Wo.)US | Erstveröffentlichung: 18. Juli 2000 feat. Amil & Memphis Bleek                               |                                                                                      |
| 2000 | Is That Your Chick (The Lost Verses) Vol. 3: Life and Times of S. Carter | — | — | — | — | US68 (13 Wo.)US | Erstveröffentlichung: 12. September 2000 feat. Memphis Bleek & Missy Elliott                 |                                                                                      |
| 2000 | I Just Wanna Love U (Give It 2 Me) The Dynasty: Roc La Familia           | DE75 (5 Wo.)DE | — | CH86 (3 Wo.)CH | UK17 (9 Wo.)UK | US11 Platin · (21 Wo.)US | Erstveröffentlichung: 17. Oktober 2000 Verkäufe: + 1.000.000                                 |                                                                                      |
| 2001 | Change the Game The Dynasty: Roc La Familia                              | — | — | — | — | US86 (14 Wo.)US | Erstveröffentlichung: 9. Januar 2001 feat. Memphis Bleek, Beanie Sigel & Static Major        |                                                                                      |
| 2001 | Guilty Until Proven Innocent The Dynasty: Roc La Familia                 | — | — | — | — | US82 (8 Wo.)US | Erstveröffentlichung: 13. März 2001 feat. R. Kelly                                           |                                                                                      |
| 2001 | Izzo (H.O.V.A.) The Blueprint                                            | — | — | CH53 (2 Wo.)CH | UK21 Silber · (7 Wo.)UK | US8 Platin · (20 Wo.)US | Erstveröffentlichung: 21. August 2001 Verkäufe: + 1.200.000                                  |                                                                                      |
| 2001 | Girls, Girls, Girls The Blueprint                                        | DE86 (3 Wo.)DE | — | — | UK11 (10 Wo.)UK | US17 Gold · (17 Wo.)US | Erstveröffentlichung: 2. Oktober 2001 Verkäufe: + 500.000                                    |                                                                                      |
| 2002 | Jigga That Nigga The Blueprint                                           | — | — | — | — | US66 (9 Wo.)US | Erstveröffentlichung: 16. Januar 2002                                                        |                                                                                      |
| 2002 | Honey Best of Both Worlds                                                | — | — | — | UK35 (2 Wo.)UK | — | Erstveröffentlichung: 16. Januar 2002 mit R. Kelly                                           |                                                                                      |
| 2002 | Take You Home with Me (A.K.A. Body) Best of Both Worlds                  | — | — | — | — | US81 (8 Wo.)US | Erstveröffentlichung: 21. Mai 2002 mit R. Kelly                                              |                                                                                      |
| 2002 | ’03 Bonnie & Clyde The Blueprint²: The Gift & the Curse                  | DE6 (10 Wo.)DE | AT28 (9 Wo.)AT | CH1 (17 Wo.)CH | UK2 Platin · (14 Wo.)UK | US4 Platin · (23 Wo.)US | Erstveröffentlichung: 10. Oktober 2002 Verkäufe: + 1.700.000; feat. Beyoncé                  |                                                                                      |
| 2003 | Excuse Me Miss The Blueprint²: The Gift & the Curse                      | DE67 (4 Wo.)DE | — | CH76 (4 Wo.)CH | UK17 (9 Wo.)UK | US8 Gold · (19 Wo.)US | Erstveröffentlichung: 4. Februar 2003 feat. Pharrell Williams                                |                                                                                      |
| 2003 | Change Clothes The Black Album                                           | DE54 (5 Wo.)DE | — | CH44 (4 Wo.)CH | UK32 (12 Wo.)UK | US10 (18 Wo.)US | Erstveröffentlichung: 4. November 2003 feat. Pharrell Williams                               |                                                                                      |
| 2004 | Dirt off Your Shoulder The Black Album                                   | — | — | — | UK96 Silber · (1 Wo.)UK | US5 ×2Gold (Mastertone) + Doppelplatin · (26 Wo.)US                                                                                      | Erstveröffentlichung: 2. März 2004 Verkäufe: + 2.700.000                                     |                                                                                      |
| 2004 | 99 Problems The Black Album                                              | DE67 Gold · (6 Wo.)DE | — | — | UK12 Platin · (22 Wo.)UK | US30 ×3Dreifachplatin · (12 Wo.)US | Erstveröffentlichung: 27. April 2004 Verkäufe: + 3.802.500                                   |                                                                                      |
| 2004 | Big Chips Unfinished Business                                            | — | — | — | — | US39 (9 Wo.)US | Erstveröffentlichung: 19. Oktober 2004 mit R. Kelly                                          |                                                                                      |
| 2004 | Numb/Encore Collision Course                                             | DE4 ×2Doppelplatin · (36 Wo.)DE | AT3 Gold · (29 Wo.)AT | CH10 (26 Wo.)CH | UK14 ×3Dreifachplatin · (71 Wo.)UK | US20 ×3Dreifachplatin · (20 Wo.)US | Erstveröffentlichung: 16. November 2004 Verkäufe: + 5.865.000; mit Linkin Park               |                                                                                      |
| 2006 | Show Me What You Got Kingdom Come                                        | — | — | — | UK38 (6 Wo.)UK | US8 Gold · (15 Wo.)US | Erstveröffentlichung: 30. Oktober 2006 Verkäufe: + 500.000                                   |                                                                                      |
| 2006 | Lost One Kingdom Come                                                    | — | — | — | — | US58 Gold · (8 Wo.)US | Erstveröffentlichung: Dezember 2006 Verkäufe: + 500.000; feat. Chrisette Michele             |                                                                                      |
| 2007 | Blue Magic American Gangster                                             | — | — | — | — | US55 (5 Wo.)US | Erstveröffentlichung: 20. September 2007 feat. Pharrell Williams                             |                                                                                      |
| 2007 | Roc Boys (And the Winner Is)… American Gangster                          | — | — | — | — | US63 (7 Wo.)US | Erstveröffentlichung: 10. Oktober 2007                                                       |                                                                                      |
| 2009 | D.O.A. (Death of Auto-Tune) The Blueprint³                               | — | — | — | UK79 (1 Wo.)UK | US24 Gold · (7 Wo.)US | Erstveröffentlichung: 5. Juni 2009 Verkäufe: + 500.000                                       |                                                                                      |
| 2009 | Run This Town The Blueprint³                                             | DE18 Gold · (9 Wo.)DE | AT29 (11 Wo.)AT | CH9 (15 Wo.)CH | UK1 ×2Doppelplatin · (15 Wo.)UK | US2 ×6Sechsfachplatin · (23 Wo.)US | Erstveröffentlichung: 24. Juli 2009 Verkäufe: + 7.620.000; feat. Kanye West & Rihanna        |                                                                                      |
| 2009 | Empire State of Mind The Blueprint³                                      | DE11 Platin · (71 Wo.)DE | AT13 Gold · (60 Wo.)AT | CH4 (69 Wo.)CH | UK2 ×3Dreifachplatin · (49 Wo.)UK | US1 ×3Diamant + Dreifachplatin (Mastertone) · (30 Wo.)US                                                                                 | Erstveröffentlichung: 20. Oktober 2009 Verkäufe: + 16.614.160; feat. Alicia Keys             |                                                                                      |
| 2009 | On to the Next One The Blueprint³                                        | — | — | — | UK38 (9 Wo.)UK | US37 Platin · (14 Wo.)US | Erstveröffentlichung: 15. Dezember 2009 Verkäufe: + 1.000.000; feat. Swizz Beatz             |                                                                                      |
| 2010 | Young Forever The Blueprint³                                             | — | — | CH44 (11 Wo.)CH | UK10 Gold · (28 Wo.)UK | US10 ×3Dreifachplatin · (25 Wo.)US | Erstveröffentlichung: 11. Januar 2010 Verkäufe: + 3.400.000; feat. Mr Hudson                 |                                                                                      |
| 2010 | Stranded (Haiti Mon Amour) Hope for Haiti Now                            | — | AT10 (2 Wo.)AT | — | UK41 (2 Wo.)UK | US16 (2 Wo.)US | Erstveröffentlichung: 23. Januar 2010 mit Bono, The Edge & Rihanna                           |                                                                                      |
| 2011 | H.A.M. Watch the Throne                                                  | — | AT56 (1 Wo.)AT | — | UK30 (2 Wo.)UK | US23 Gold · (7 Wo.)US | Erstveröffentlichung: 11. Januar 2011 Verkäufe: + 500.000; mit Kanye West                    |                                                                                      |
| 2011 | Otis Watch the Throne                                                    | — | AT73 (1 Wo.)AT | CH61 (2 Wo.)CH | UK28 Platin · (14 Wo.)UK | US12 ×3Dreifachplatin · (20 Wo.)US | Erstveröffentlichung: 20. Juli 2011 Verkäufe: + 3.682.500; mit Kanye West feat. Otis Redding |                                                                                      |
| 2011 | Lift Off Watch the Throne                                                | — | — | — | UK48 (1 Wo.)UK | — | Erstveröffentlichung: 23. August 2011 mit Kanye West feat. Beyoncé                           |                                                                                      |
| 2011 | Niggas in Paris Watch the Throne                                         | DE40 ×2Doppelplatin · (34 Wo.)DE | AT38 (5 Wo.)AT | CH43 (3 Wo.)CH | UK10 ×3Dreifachplatin · (53 Wo.)UK | US5 Diamant · (36 Wo.)US | Erstveröffentlichung: 13. September 2011 Verkäufe: + 13.324.100; mit Kanye West              |                                                                                      |
| 2011 | Why I Love You Watch the Throne                                          | — | — | CH52 (1 Wo.)CH | UK87 Silber · (1 Wo.)UK | — | Erstveröffentlichung: 13. September 2011 Verkäufe: + 200.000; mit Kanye West feat. Mr Hudson |                                                                                      |
| 2011 | Gotta Have It Watch the Throne                                           | — | — | — | UK— SilberUK | US69 Platin · (12 Wo.)US | Erstveröffentlichung: 6. Dezember 2011 Verkäufe: + 1.200.000; mit Kanye West                 |                                                                                      |
| 2013 | Holy Grail Magna Carta…Holy Grail                                        | DE24 Gold · (15 Wo.)DE | — | CH24 (18 Wo.)CH | UK7 Platin · (20 Wo.)UK | US4 ×6Sechsfachplatin · (27 Wo.)US | Erstveröffentlichung: 10. Juli 2013 Verkäufe: + 6.860.000; feat. Justin Timberlake           |                                                                                      |
| 2013 | Tom Ford Magna Carta…Holy Grail                                          | — | — | — | — | US39 Platin · (20 Wo.)US | Erstveröffentlichung: 26. September 2013 Verkäufe: + 1.000.000                               |                                                                                      |
| 2014 | FuckWithMeYouKnowIGotIt Magna Carta…Holy Grail                           | — | — | — | — | US64 Platin · (10 Wo.)US | Erstveröffentlichung: 22. Januar 2014 Verkäufe: + 1.000.000; feat. Rick Ross                 |                                                                                      |
| 2014 | Part II (On the Run) Magna Carta…Holy Grail                              | — | — | — | UK93 (1 Wo.)UK | US77 Platin · (16 Wo.)US | Erstveröffentlichung: 18. Februar 2014 Verkäufe: + 1.000.000; feat. Beyoncé                  |                                                                                      |
| 2017 | 4:44                                                                     | — | — | — | UK73 Silber · (1 Wo.)UK | US35 Platin · (2 Wo.)US | Erstveröffentlichung: 11. Juli 2017 Verkäufe: + 1.215.000                                    |                                                                                      |
| 2017 | Bam 4:44                                                                 | — | — | — | UK93 (1 Wo.)UK | US47 Gold · (2 Wo.)US | Erstveröffentlichung: 26. September 2017 Verkäufe: + 500.000; feat. Damian Marley            |                                                                                      |
| 2018 | Family Feud 4:44                                                         | — | — | — | — | US51 Gold · (1 Wo.)US | Erstveröffentlichung: 26. Januar 2018 Verkäufe: + 500.000; feat. Beyoncé                     |                                                                                      |
| 2018 | Apeshit Everything Is Love                                               | — | — | CH69 (5 Wo.)CH | UK33 Silber · (9 Wo.)UK | US13 Platin · (15 Wo.)US | Erstveröffentlichung: 16. Juni 2018 Verkäufe: + 1.250.000; mit Beyoncé als The Carters       |                                                                                      |
| 2021 | What It Feels Like Judas and the Black Messiah: The Inspired Album       | — | — | — | — | US51 (1 Wo.)US | Erstveröffentlichung: 16. Februar 2021 mit Nipsey Hussle                                     |                                                                                      |
| Folgende Lieder erschienen nicht als Single, wurden aber durch das Album zum Download und Streaming bereitgestellt und konnten somit eine Platzierung erlangen: |                                                                          | | | | | |                                                                                              |                                                                                      |
| |                                                                          | | | | | |                                                                                              |                                                                                      |
| 2006 | Kingdom Come                                                             | — | — | — | — | US98 (1 Wo.)US | Charteinstieg: 9. Dezember 2006                                                              |                                                                                      |
| 2011 | Who Gon Stop Me Watch the Throne                                         | — | — | — | — | US44 (2 Wo.)US | Charteinstieg: 27. August 2011                                                               |                                                                                      |
| 2013 | Oceans Magna Carta…Holy Grail                                            | — | — | — | — | US83 Gold · (1 Wo.)US | Charteinstieg: 27. Juli 2013 Verkäufe: + 500.000; feat. Frank Ocean                          |                                                                                      |
| 2013 | Picasso Baby Magna Carta…Holy Grail                                      | — | — | — | — | US91 (1 Wo.)US | Charteinstieg: 27. Juli 2013                                                                 |                                                                                      |
| 2013 | Crown Magna Carta…Holy Grail                                             | — | — | — | — | US100 (1 Wo.)US | Charteinstieg: 27. Juli 2013                                                                 |                                                                                      |
| 2017 | The Story of O.J. 4:44                                                   | — | — | — | UK88 (1 Wo.)UK | US23 p (3 Wo.)US | Charteinstieg: 29. Juli 2017 Verkäufe: + 1.000.000                                           |                                                                                      |
| 2017 | Kill Jay Z 4:44                                                          | — | — | — | — | US55 (1 Wo.)US | Charteinstieg: 29. Juli 2017                                                                 |                                                                                      |
| 2017 | Smile 4:44                                                               | — | — | — | — | US56 (1 Wo.)US | Charteinstieg: 29. Juli 2017 feat. Gloria Carter                                             |                                                                                      |
| 2017 | Caught Their Eyes 4:44                                                   | — | — | — | — | US63 (1 Wo.)US | Charteinstieg: 29. Juli 2017 feat. Frank Ocean                                               |                                                                                      |
| 2017 | Moonlight 4:44                                                           | — | — | — | — | US86 (1 Wo.)US | Charteinstieg: 29. Juli 2017                                                                 |                                                                                      |
| 2017 | Marcy Me 4:44                                                            | — | — | — | — | US90 (1 Wo.)US | Charteinstieg: 29. Juli 2017                                                                 |                                                                                      |
| 2018 | Boss Everything Is Love                                                  | — | — | — | UK87 (1 Wo.)UK | US77 (2 Wo.)US | Charteinstieg: 28. Juni 2018 mit Beyoncé                                                     |                                                                                      |
| 2018 | Summer Everything Is Love                                                | — | — | — | UK96 (1 Wo.)UK | US84 (1 Wo.)US | Charteinstieg: 28. Juni 2018 mit Beyoncé                                                     |                                                                                      |
| 2018 | Nice Everything Is Love                                                  | — | — | — | — | US95 (1 Wo.)US | Charteinstieg: 28. Juni 2018 mit Beyoncé                                                     |                                                                                      |
| 2018 | Friends Everything Is Love                                               | — | — | — | — | US99 (1 Wo.)US | Charteinstieg: 28. Juni 2018 mit Beyoncé                                                     |                                                                                      |

Weitere Singles
- 1995: In My Lifetime
- 1998: Money, Cash, Hoes
- 2002: Song Cry (US: Gold)
- 2002: Hovi Baby
- 2007: Hollywood
- 2008: I Know
- 2012: Glory

### Als Gastmusiker (Auswahl)
| Jahr | Titel Album                                       | Höchstplatzierung, Gesamtwochen, AuszeichnungChartplatzierungen (Jahr, Titel, Album, Platzierungen, Wochen, Auszeichnungen, Anmerkungen) | Höchstplatzierung, Gesamtwochen, AuszeichnungChartplatzierungen (Jahr, Titel, Album, Platzierungen, Wochen, Auszeichnungen, Anmerkungen) | Höchstplatzierung, Gesamtwochen, AuszeichnungChartplatzierungen (Jahr, Titel, Album, Platzierungen, Wochen, Auszeichnungen, Anmerkungen) | Höchstplatzierung, Gesamtwochen, AuszeichnungChartplatzierungen (Jahr, Titel, Album, Platzierungen, Wochen, Auszeichnungen, Anmerkungen) | Höchstplatzierung, Gesamtwochen, AuszeichnungChartplatzierungen (Jahr, Titel, Album, Platzierungen, Wochen, Auszeichnungen, Anmerkungen) | Anmerkungen |
| Jahr | Titel Album                                       | DE | AT | CH | UK | US | Anmerkungen |
| --- | ------------------------------------------------- | --- | --- | --- | --- | --- | --- |
| 1997 | I’ll Be I’ll Na Na                                | DE48 (9 Wo.)DE | — | — | UK9 (6 Wo.)UK | US7 Gold · (20 Wo.)US | Erstveröffentlichung: 4. März 1997 Verkäufe: + 500.000; Foxy Brown feat. Jay-Z                                           |
| 1997 | All of My Days All Day, All Night                 | — | — | — | — | US65 (12 Wo.)US | Erstveröffentlichung: 1997 Changing Faces feat. Jay-Z & R. Kelly                                                         |
| 1998 | Money Ain’t a Thang Life in 1472                  | — | — | — | — | US52 (20 Wo.)US | Erstveröffentlichung: 11. Mai 1998 Jermaine Dupri feat. Jay-Z                                                            |
| 1998 | Love for Free All Day, All Night                  | — | — | — | — | US86 (3 Wo.)US | Erstveröffentlichung: 1998 Rell feat. Jay-Z                                                                              |
| 1999 | Be Alone No More (Remix) Another Level Remixed    | — | — | — | UK11 (12 Wo.)UK | — | Erstveröffentlichung: 29. März 1999 Another Level feat. Jay-Z                                                            |
| 1999 | Lobster & Scrimp Tim’s Bio: Life from da Bassment | — | — | — | UK48 (2 Wo.)UK | — | Erstveröffentlichung: 21. Mai 1999 Timbaland feat. Jay-Z                                                                 |
| 1999 | What You Think of That Coming of Age              | — | — | — | UK58 (2 Wo.)UK | — | Erstveröffentlichung: 5. September 1999 Memphis Bleek feat. Jay-Z                                                        |
| 1999 | Heartbreaker Rainbow                              | DE9 (14 Wo.)DE | AT17 (12 Wo.)AT | CH7 (23 Wo.)CH | UK5 Gold · (14 Wo.)UK | US1 ×2Doppelplatin · (20 Wo.)US | Erstveröffentlichung: 21. September 1999 Verkäufe: + 2.730.000; Mariah Carey feat. Jay-Z                                 |
| 2001 | Fiesta (Remix) TP-2.com                           | DE8 (13 Wo.)DE | AT27 (15 Wo.)AT | CH11 (21 Wo.)CH | UK23 (3 Wo.)UK | US6 (21 Wo.)US | Erstveröffentlichung: 15. Mai 2001 R. Kelly feat. Jay-Z                                                                  |
| 2002 | Guess Who’s Back The Fix                          | — | — | — | — | US79 (8 Wo.)US | Erstveröffentlichung: 2002 Scarface feat. Jay-Z & Beanie Sigel                                                           |
| 2002 | What We Do Philadelphia Freeway                   | — | — | — | — | US97 Gold · (2 Wo.)US | Erstveröffentlichung: 4. September 2002 Verkäufe: + 500.000; Freeway feat. Jay-Z                                         |
| 2003 | Beware of the Boys (Mundian To Bach Ke) Beware    | — | — | — | — | US33 (12 Wo.)US | Erstveröffentlichung: April 2003 Panjabi MC feat. Jay-Z                                                                  |
| 2003 | Crazy in Love Dangerously in Love                 | DE6 ×3Dreifachgold · (15 Wo.)DE | AT6 (18 Wo.)AT | CH3 (30 Wo.)CH | UK1 ×4Vierfachplatin · (19 Wo.)UK | US1 ×8Achtfachplatin + Gold (Mastertone) · (27 Wo.)US                                                                                    | Erstveröffentlichung: 18. Mai 2003 Verkäufe: + 14.275.000; Beyoncé feat. Jay-Z                                           |
| 2003 | Frontin’ Clones                                   | DE61 (8 Wo.)DE | — | CH23 (13 Wo.)CH | UK6 Gold · (14 Wo.)UK | US5 (23 Wo.)US | Erstveröffentlichung: 3. Juni 2003 Verkäufe: + 400.000; Pharrell Williams feat. Jay-Z                                    |
| 2004 | Storm Baptism                                     | — | — | — | — | US98 (1 Wo.)US | Erstveröffentlichung: 10. August 2004 Lenny Kravitz feat. Jay-Z                                                          |
| 2006 | Déjà Vu B’Day                                     | DE9 (12 Wo.)DE | AT12 (16 Wo.)AT | CH3 (23 Wo.)CH | UK1 Gold · (20 Wo.)UK | US4 Platin · (17 Wo.)US | Erstveröffentlichung: 24. Juni 2006 Verkäufe: + 1.510.000; Beyoncé feat. Jay-Z                                           |
| 2007 | Umbrella Good Girl Gone Bad                       | DE1 ×2Doppelplatin · (47 Wo.)DE | AT1 (34 Wo.)AT | CH1 Gold · (74 Wo.)CH | UK1 ×4Vierfachplatin · (71 Wo.)UK | US1 ×2Diamant + Doppelplatin (Mastertone) · (34 Wo.)US                                                                                   | Erstveröffentlichung: 29. März 2007 Verkäufe: + 16.666.271; Rihanna feat. Jay-Z                                          |
| 2008 | Mr. Carter Tha Carter III                         | — | — | — | — | US62 (17 Wo.)US | Erstveröffentlichung: 1. Juli 2008 Lil Wayne feat. Jay-Z                                                                 |
| 2008 | Swagga Like Us Paper Trail                        | — | — | — | UK33 (3 Wo.)UK | US5 Platin · (20 Wo.)US | Erstveröffentlichung: 6. September 2008 Verkäufe: + 1.000.000; T.I. feat. Jay-Z, Kanye West & Lil Wayne                  |
| 2008 | Lost+ Prospekt’s March                            | — | — | — | — | US40 (2 Wo.)US | Erstveröffentlichung: Oktober 2008 Coldplay feat. Jay-Z                                                                  |
| 2010 | Hot Tottie Versus                                 | — | — | — | — | US21 Gold · (16 Wo.)US | Erstveröffentlichung: 9. August 2010 Verkäufe: + 500.000; Usher feat. Jay-Z                                              |
| 2010 | Monster My Beautiful Dark Twisted Fantasy         | — | — | — | UK— PlatinUK | US18 ×3Dreifachplatin · (10 Wo.)US | Erstveröffentlichung: 23. Oktober 2010 Verkäufe: + 3.630.000; Kanye West feat. Jay-Z, Nicki Minaj, Rick Ross & Bon Iver  |
| 2012 | I Do Thug Motivation 103: Hustlerz Ambition       | — | — | — | — | US61 (15 Wo.)US | Erstveröffentlichung: 10. Januar 2012 Young Jeezy feat. Jay-Z & André 3000                                               |
| 2012 | Talk That Talk                                    | — | — | CH11 (3 Wo.)CH | UK25 Gold · (11 Wo.)UK | US31 Platin · (20 Wo.)US | Erstveröffentlichung: 17. Januar 2012 Verkäufe: + 1.492.500; Rihanna feat. Jay-Z                                         |
| 2012 | Clique Cruel Summer                               | — | — | — | UK22 Gold · (18 Wo.)UK | US12 ×4Vierfachplatin · (22 Wo.)US | Erstveröffentlichung: 6. September 2012 Verkäufe: + 4.430.000; Big Sean feat. Jay-Z & Kanye West                         |
| 2013 | Suit & Tie The 20/20 Experience                   | DE25 (12 Wo.)DE | AT36 (9 Wo.)AT | CH31 (11 Wo.)CH | UK3 Gold · (19 Wo.)UK | US3 ×2Doppelplatin · (26 Wo.)US | Erstveröffentlichung: 14. Januar 2013 Verkäufe: + 4.140.000; Justin Timberlake feat. Jay-Z                               |
| 2013 | Know Bout Me –                                    | — | — | — | — | — | Erstveröffentlichung: 21. November 2013 Timbaland feat. Jay-Z, Drake & James Fauntleroy                                  |
| 2013 | The Devil Is a Lie Mastermind                     | — | — | — | — | US86 Gold · (1 Wo.)US | Erstveröffentlichung: 17. Dezember 2013 Verkäufe: + 500.000; Rick Ross feat. Jay-Z                                       |
| 2013 | Drunk in Love Beyoncé                             | DE70 Gold · (12 Wo.)DE | — | CH40 (10 Wo.)CH | UK9 ×2Doppelplatin · (32 Wo.)UK | US2 ×8Achtfachplatin · (20 Wo.)US | Erstveröffentlichung: 19. Dezember 2013 Verkäufe: + 10.071.100; Beyoncé feat. Jay-Z                                      |
| 2014 | Higher –                                          | — | — | — | UK82 (1 Wo.)UK | — | Erstveröffentlichung: Januar 2014 Baauer feat. Just Blaze & Jay-Z                                                        |
| 2014 | Jungle (Remix) –                                  | DE44 (5 Wo.)DE | — | — | UK18 (3 Wo.)UK | US87 (2 Wo.)US | Erstveröffentlichung: 23. Juni 2014 X Ambassadors feat. Jay-Z & Jamie N Commons                                          |
| 2014 | Seen It All Seen It All: The Autobiography        | — | — | — | — | US85 Gold · (2 Wo.)US | Erstveröffentlichung: 1. Juli 2014 Verkäufe: + 500.000; Jeezy feat. Jay-Z                                                |
| 2016 | All the Way Up (Remix) Plata O Plomo              | — | — | — | — | US27 ×2Doppelplatin · (20 Wo.)US | Erstveröffentlichung: 2. März 2016 Verkäufe: + 2.000.000; Fat Joe & Remy Ma feat. French Montana & Jay-Z                 |
| 2016 | I Got the Keys Major Key                          | — | — | — | — | US30 Platin · (17 Wo.)US | Erstveröffentlichung: 27. Juni 2016 Verkäufe: + 1.080.000; DJ Khaled feat. Future & Jay-Z                                |
| 2017 | Shining Grateful                                  | — | — | — | UK71 Silber · (2 Wo.)UK | US57 Platin · (13 Wo.)US | Erstveröffentlichung: 12. Februar 2017 Verkäufe: + 1.290.000; DJ Khaled feat. Beyoncé & Jay-Z                            |
| 2017 | Biking –                                          | — | — | — | UK— SilberUK | — | Erstveröffentlichung: 10. April 2017 Verkäufe: + 230.000; Frank Ocean feat. Jay-Z & Tyler, the Creator                   |
| 2018 | Top Off Father of Asahd                           | DE98 (1 Wo.)DE | — | CH66 (1 Wo.)CH | UK41 (2 Wo.)UK | US22 Platin · (7 Wo.)US | Erstveröffentlichung: 2. März 2018 Verkäufe: + 1.060.000; DJ Khaled feat. Jay-Z, Future & Beyoncé                        |
| 2018 | Talk Up Scorpion                                  | DE83 (1 Wo.)DE | AT71 (1 Wo.)AT | — | — | US20 (3 Wo.)US | Erstveröffentlichung: 29. Juni 2018 Drake feat. Jay-Z                                                                    |
| 2018 | What’s Free Championships                         | — | — | — | UK55 (1 Wo.)UK | US20 Gold · (2 Wo.)US | Erstveröffentlichung: 30. November 2018 Meek Mill feat. Rick Ross & Jay-Z                                                |
| 2022 | Neck & Wrist It’s Almost Dry                      | — | — | — | — | US76 (1 Wo.)US | Erstveröffentlichung: 8. April 2022 Pusha T feat. Jay-Z & Pharrell Williams                                              |
| Folgende Lieder erschienen nicht als Single, wurden aber durch das Album zum Download und Streaming bereitgestellt und konnten somit eine Platzierung erlangen: |                                                   | | | | | | |
| |                                                   | | | | | | |
| 2007 | Upgrade U B’Day                                   | — | — | — | UK— SilberUK | US59 ×2Doppelplatin · (18 Wo.)US | Charteinstieg: 18. November 2006 Verkäufe: + 2.325.000; Beyoncé feat. Jay-Z                                              |
| 2013 | Pound Cake Nothing Was the Same                   | — | — | — | UK— GoldUK | US65 Platin · (10 Wo.)US | Charteinstieg: 12. Oktober 2013 Verkäufe: + 1.500.000; Drake feat. Jay-Z                                                 |
| 2021 | Sorry Not Sorry Khaled Khaled                     | — | — | — | UK80 (1 Wo.)UK | US30 Gold · (1 Wo.)US | Charteinstieg: 7. Mai 2021 Verkäufe: + 500.000, DJ Khaled feat. Nas, Jay-Z & Fauntleroy                                  |
| 2021 | Jail Donda                                        | — | AT37 (1 Wo.)AT | CH23 (2 Wo.)CH | UK11 (3 Wo.)UK | US10 Gold · (3 Wo.)US | Charteinstieg: 9. September 2021 Verkäufe: + 540.000, Kanye West feat. Jay-Z                                             |
| 2021 | Love All Certified Lover Boy                      | — | — | — | UK— SilberUK | US10 (5 Wo.)US | Charteinstieg: 18. September 2021 Verkäufe: + 235.000, Drake feat. Jay-Z                                                 |
| 2022 | God Did                                           | — | — | — | UK50 (2 Wo.)UK | US17 Gold · (3 Wo.)US | Charteinstieg: 10. September 2022 Verkäufe: + 500.000, DJ Khaled feat. Rick Ross, Lil Wayne, Jay-Z, John Legend & Friday |

## Promoveröffentlichungen
Promo-Singles

| Jahr | Titel Album                            | Höchstplatzierung, Gesamtwochen, AuszeichnungChartplatzierungen (Jahr, Titel, Album, Platzierungen, Wochen, Auszeichnungen, Anmerkungen) | Höchstplatzierung, Gesamtwochen, AuszeichnungChartplatzierungen (Jahr, Titel, Album, Platzierungen, Wochen, Auszeichnungen, Anmerkungen) | Höchstplatzierung, Gesamtwochen, AuszeichnungChartplatzierungen (Jahr, Titel, Album, Platzierungen, Wochen, Auszeichnungen, Anmerkungen) | Höchstplatzierung, Gesamtwochen, AuszeichnungChartplatzierungen (Jahr, Titel, Album, Platzierungen, Wochen, Auszeichnungen, Anmerkungen) | Höchstplatzierung, Gesamtwochen, AuszeichnungChartplatzierungen (Jahr, Titel, Album, Platzierungen, Wochen, Auszeichnungen, Anmerkungen) | Anmerkungen                                                                                 |
| Jahr | Titel Album                            | DE | AT | CH | UK | US | Anmerkungen                                                                                 |
| ---- | -------------------------------------- | --- | --- | --- | --- | --- | ------------------------------------------------------------------------------------------- |
| 2012 | No Church in the Wild Watch the Throne | — | — | — | UK37 Platin · (18 Wo.)UK | US72 ×3Dreifachplatin · (5 Wo.)US | Erstveröffentlichung: 20. März 2012 Verkäufe: + 3.655.000; mit Kanye West feat. Frank Ocean |

## Statistik

### Chartauswertung
|                     | DE     | AT    | CH     | UK     | US     |
| ------------------- | ------ | ----- | ------ | ------ | ------ |
| Nummer-eins-Alben   | DE—DE  | AT—AT | CH2CH  | UK1UK  | US14US |
| Top-10-Alben        | DE3DE  | AT1AT | CH5CH  | UK5UK  | US17US |
| Alben in den Charts | DE16DE | AT7AT | CH16CH | UK17UK | US25US |

|                       | DE     | AT     | CH     | UK     | US      |
| --------------------- | ------ | ------ | ------ | ------ | ------- |
| Nummer-eins-Singles   | DE1DE  | AT1AT  | CH1CH  | UK4UK  | US4US   |
| Top-10-Singles        | DE8DE  | AT4AT  | CH9CH  | UK14UK | US23US  |
| Singles in den Charts | DE29DE | AT17AT | CH27CH | UK57UK | US106US |

### Auszeichnungen für Musikverkäufe
| Land/RegionAuszeichnungen für Musikverkäufe (Land/Region, Auszeichnungen, Verkäufe, Quellen) | Silber       | Gold         | Platin         | Diamant     | Verkäufe    | Quellen                                                    |
| -------------------------------------------------------------------------------------------- | ------------ | ------------ | -------------- | ----------- | ----------- | ---------------------------------------------------------- |
| Australien (ARIA)                                                                            | —            | 6× Gold6     | 39× Platin39   | —           | 2.940.000   | aria.com.au                                                |
| Belgien (BRMA)                                                                               | —            | 2× Gold2     | 2× Platin2     | —           | 115.000     | ultratop.be                                                |
| Brasilien (PMB)                                                                              | —            | 5× Gold5     | 6× Platin6     | Diamant1    | 760.000     | pro-musicabr.org.br                                        |
| Dänemark (IFPI)                                                                              | —            | 10× Gold10   | 17× Platin17   | —           | 865.000     | ifpi.dk                                                    |
| Deutschland (BVMI)                                                                           | —            | 6× Gold6     | 10× Platin10   | —           | 4.200.000   | musikindustrie.de                                          |
| Finnland (IFPI)                                                                              | —            | —            | Platin1        | —           | 10.784      | ifpi.fi                                                    |
| Frankreich (SNEP)                                                                            | Silber1      | 4× Gold4     | —              | —           | 790.500     | infodisc.fr                                                |
| Griechenland (IFPI)                                                                          | —            | —            | 2× Platin2     | —           | 40.000      | Einzelnachweise                                            |
| Irland (IRMA)                                                                                | —            | Gold1        | 2× Platin2     | —           | 37.500      | irishcharts.ie                                             |
| Italien (FIMI)                                                                               | —            | 5× Gold5     | 9× Platin9     | —           | 735.580     | fimi.it                                                    |
| Japan (RIAJ)                                                                                 | —            | 6× Gold6     | 2× Platin2     | —           | 1.100.000   | riaj.or.jp JP2                                             |
| Kanada (MC)                                                                                  | —            | 10× Gold10   | 24× Platin24   | —           | 2.390.000   | musiccanada.com                                            |
| Mexiko (AMPROFON)                                                                            | —            | —            | Platin1        | —           | 60.000      | amprofon.com.mx                                            |
| Neuseeland (RMNZ)                                                                            | —            | 8× Gold8     | 42× Platin42   | —           | 1.202.500   | aotearoamusiccharts.co.nz NZ2 NZ3                          |
| Norwegen (IFPI)                                                                              | —            | Gold1        | —              | —           | 5.000       | ifpi.no (Memento vom 5. November 2012 im Internet Archive) |
| Österreich (IFPI)                                                                            | —            | 3× Gold3     | —              | —           | 45.000      | ifpi.at                                                    |
| Polen (ZPAV)                                                                                 | —            | Gold1        | —              | —           | 10.000      | olis.pl                                                    |
| Portugal (AFP)                                                                               | —            | 2× Gold2     | 2× Platin2     | —           | 45.000      | Einzelnachweise                                            |
| Schweden (IFPI)                                                                              | —            | 3× Gold3     | 6× Platin6     | —           | 290.000     | sverigetopplistan.se                                       |
| Schweiz (IFPI)                                                                               | —            | Gold1        | 2× Platin2     | —           | 85.000      | hitparade.ch                                               |
| Spanien (Promusicae)                                                                         | —            | 3× Gold3     | 14× Platin14   | —           | 460.000     | elportaldemusica.es ES2                                    |
| Südkorea (KMCA)                                                                              | —            | —            | —              | —           | 559.067     | Einzelnachweise                                            |
| Vereinigte Staaten (RIAA)                                                                    | —            | 32× Gold32   | 135× Platin135 | 3× Diamant3 | 181.000.000 | riaa.com                                                   |
| Vereinigtes Königreich (BPI)                                                                 | 20× Silber20 | 15× Gold15   | 34× Platin34   | —           | 25.432.000  | bpi.co.uk                                                  |
| Insgesamt                                                                                    | 21× Silber21 | 124× Gold124 | 350× Platin350 | 4× Diamant4 |             |                                                            |